# Pseudophiloscia tsukamotoi
Pseudophiloscia tsukamotoi är en kräftdjursart som beskrevs av Nunomura 1986. Pseudophiloscia tsukamotoi ingår i släktet Pseudophiloscia och familjen Philosciidae. Inga underarter finns listade i Catalogue of Life.